# Leichtathletik-Halleneuropameisterschaften 2017/Teilnehmer (Kroatien)
| Gelbes Symbol für Goldmedaillen mit stilisierten Olympischen Ringen | Graues Symbol für Silbermedaillen mit stilisierten Olympischen Ringen | Braundes Symbol für Bronzemedaillen mit stilisierten Olympischen Ringen |
| ------------------------------------------------------------------- | --------------------------------------------------------------------- | ----------------------------------------------------------------------- |
| —                                                                   | —                                                                     | —                                                                       |

Aus Kroatien starteten zwei Athletinnen und fünf Athleten bei den Leichtathletik-Halleneuropameisterschaften 2017 in Belgrad.
Ein paar Tage vor der Hallen-EM stand noch nicht fest, ob sieben oder acht Sportlerinnen und Sportler in Belgrad antreten, da Hürdensprinterin Andrea Ivančević nach einer Verletzung noch zwei Kontrolltrainings vor sich hatte. Ivančević musste schließlich absagen, da sich herausgestellt hatte, dass die Heilung nicht weit genug fortgeschritten war, um drei Rennen an einem Tag zu bestreiten.

## Ergebnisse

### Frauen

#### Laufdisziplinen
| Athletin       | Disziplin   | Vorlauf | Vorlauf | Halbfinale | Halbfinale | Finale             | Finale             |
| Athletin       | Disziplin   | Zeit    | Platz   | Zeit       | Platz      | Zeit               | Platz              |
| -------------- | ----------- | ------- | ------- | ---------- | ---------- | ------------------ | ------------------ |
| Ivana Lončarek | 60 m Hürden | 8,12 s  | 9       | 8,20 s     | 10         | nicht qualifiziert | nicht qualifiziert |

#### Sprung/Wurf
| Athletin  | Disziplin  | Qualifikation | Qualifikation | Finale | Finale |
| Athletin  | Disziplin  | Höhe          | Platz         | Höhe   | Platz  |
| --------- | ---------- | ------------- | ------------- | ------ | ------ |
| Ana Šimić | Hochsprung | 1,90 m        | 1             | 1,89 m | 7      |

### Männer

#### Laufdisziplinen
| Athlet             | Disziplin | Vorlauf | Vorlauf | Halbfinale         | Halbfinale         | Finale             | Finale             |
| Athlet             | Disziplin | Zeit    | Platz   | Zeit               | Platz              | Zeit               | Platz              |
| ------------------ | --------- | ------- | ------- | ------------------ | ------------------ | ------------------ | ------------------ |
| Zvonimir Ivašković | 60 m      | 6,79 s  | 18      | nicht qualifiziert | nicht qualifiziert | nicht qualifiziert | nicht qualifiziert |
| Mateo Ružić        | 400 m     | 47,66 s | 16      | nicht qualifiziert | nicht qualifiziert | nicht qualifiziert | nicht qualifiziert |

#### Sprung/Wurf
| Athlet           | Disziplin      | Qualifikation | Qualifikation | Finale             | Finale             |
| Athlet           | Disziplin      | Höhe/Weite    | Platz         | Höhe/Weite         | Platz              |
| ---------------- | -------------- | ------------- | ------------- | ------------------ | ------------------ |
| Ivan Horvat      | Stabhochsprung | 5,35 m        | 12            | 5,75 m             | 7                  |
| Filip Mihaljević | Kugelstoßen    | 19,94 m       | 12            | nicht qualifiziert | nicht qualifiziert |
| Stipe Žunić      | Kugelstoßen    | 20,52 m       | 5             | 21,04 m SB         | 5                  |